# Зайково (Печорский район)
Зайково — деревня в Печорском районе Псковской области России. Входит в состав сельского поселения «Лавровская волость».
Расположена у автодороги Псков — Изборск — Шумилкино (А212), в 8 км к северу от волостного центра, деревни Лавры, и в 23 км к юго-западу от райцентра, города Печоры. В 4 км к западу проходит граница c Латвией

## Население
Численность населения деревни по оценке на конец 2000 года составляла 8 жителей.
| 2001 | 2002 | 2010 |
| ---- | ---- | ---- |
| 8    | ↘3   | →3   |